# Cladonia jaliscana
Cladonia jaliscana es un tipo de liquen de la familia Cladoniaceae del orden Lecanorales.
Se caracteriza por su colorido verde amarillento a verde glauco y su apotecia de colorido rojo.  Mide de 4 a 10 mm de altura.

## Distribución
En México se encuentra en los estados de Chihuahua, Durango, Jalisco, Sinaloa y Veracruz.